# Lone Star (1952)
Lone Star is een Amerikaanse western uit 1952 onder regie van Vincent Sherman. Destijds werd de film in Nederland uitgebracht onder de titel Op de bres.

## Verhaal
In 1845 is Texas bevrijd van de Mexicanen. De voormalige president Andrew Jackson geeft de veebaron Devereaux Burke de opdracht om te onderhandelen over de aansluiting van zijn staat bij de Verenigde Staten. De sluwe senator Thomas Craden wil dat Texas een onafhankelijke republiek blijft. Ze dingen beiden naar de hand van de journaliste Martha Ronda.

## Rolverdeling
| Acteur             | Personage        |
| ------------------ | ---------------- |
| Clark Gable        | Devereaux Burke  |
| Ava Gardner        | Martha Ronda     |
| Broderick Crawford | Thomas Craden    |
| Lionel Barrymore   | Andrew Jackson   |
| Beulah Bondi       | Minniver Bryan   |
| Ed Begley          | Anthony Demmet   |
| James Burke        | Luther Kilgore   |
| William Farnum     | Tom Crockett     |
| Lowell Gilmore     | Kapitein Elliott |
| Moroni Olsen       | Sam Houston      |
| Russell Simpson    | Maynard Cole     |
| William Conrad     | Mizette          |
| Lucius Cook        | Seth Moulton     |
| Ralph Reed         | Bud Yoakum       |
| Ric Roman          | Gurau            |
| Victor Sutherland  | Anson Jones      |
| Jonathan Cott      | Ben McCulloch    |
| Charles Cane       | Mijnheer Mayhew  |
| Nacho Galindo      | Vincente         |
| Trevor Bardette    | Sid Yoakum       |
| Harry Woods        | George Dellman   |
| Dudley Sadler      | Ashbel Smith     |
| Emmett Lynn        | Josh             |